# جوزيف إيكلس
جوزيف إيكلس (13 أبريل 1863 - 2 سبتمبر 1933)  (بالإنجليزية: Joseph Eccles)‏ هو لاعب كريكت بريطاني (وحمل سابقاً جنسية المملكة المتحدة لبريطانيا العظمى وأيرلندا).